# Рената Тебалди
Рената Тебалди (итал. Renata Tebaldi; Пезаро, 1. фебруар 1922 — Сан Марино, 19. децембар 2004) била је италијанска оперска певачица, једна од најпознатијих сопрана. Сматрана за једну од најбољих послератних оперских примадона, цењена како због лепоте и чистоте гласа, тако и због физичке лепоте и савршеног и елегантног сценског наступа.

## Биографија
Рођена је као Renata Ersilia Clotilde Tebaldi у Пезару у Италији. Музичко образовање је започела на Конзерваторијуму у Парми. Први сценски наступ је имала са 22 године као Елена у Боитоовом „Мефистофелу” у Ровигу.
Велики пробој на оперску сцену је доживела када је 1946. дошла у Милано на аудицију код диригента Артура Тосканинија. Он је био задивљен и примљена је у Миланску „Скалу”, где је певала на концерту поводом поновног отварања Опере након свршетка XX светског рата. Певала је Молитву из Росинијеве библијске опере „Мојсије”, као и сопранску деоницу у Вердијевом „Те Деуму”.
У САД је први пут наступила као Аида у истоименој опери у Опери Сан Франциска, а убрзо затим, 31. јануара 1955, и у Метрополитен Опери у Њујорку уз Марија дел Монака у Вердијевом „Отелу”. Ускоро је у истој Опери певала и Мими у „Боемима”, Ћо-Ћо-Сан у „Мадам Батерфлај”, Тоску у истоименој опери, као и у „Травијати” постављеној специјално за њу.
У сезони 1962/63. је убедила директора Метополитена, Рудолфа Бинга да обнови Чилеину оперу „Адриана Лекуврер”, која није била извођена од почетка века. Нажалост, Рената није била у најбољој форми и повукла се са сцене на тринаест месеци. Касније се вратила као Мими са великим успехом.
Последњи пут је певала 1973. на оперској сцени и 1976. на концерту. Повукла се због проблема са гласним жицама. Остатак живота је провела у Милану. Умрла је 19. децембра 2004. у свом дому у Сан Марину у 82 години.
Највећи успех је Рената Тебалди доживела у исто време када и најпознатији сопран свих времена Марија Калас. Око односа ове две диве су се испредале многе приче, али веће ривалство је постојало између њихових обожавалаца него између њих две. Певале су различите фахове, иако су певале и неке исте улоге, но на различите начине. Марија Калас је боље владала својим гласом, односно, имала је бољу технику певања од Ренате Тебалди, али није имала довољно лирски сопран који је нужан за неке улоге, као она.